# Spiel ohne Grenzen 1975
Bei der 11. Ausgabe von Spiel ohne Grenzen spielten wieder dieselben Länder wie in den Jahren davor mit.

## 1. RundeKnokke-Heist, Belgien
| Platz | Land | Stadt             | Punkte | Bemerkung |
| ----- | ---- | ----------------- | ------ | --- |
| 1     | D    | Oppenheim         | 43     | Die erste Runde wurde am 20. Mai 1975 im belgischen Knokke-Heist gespielt. Durch die Sendung führten Mike Verdrengh und Marc van Poucke. Das Thema waren die "Kirmes". Wie schon im Jahr davor hat ein deutsches Team den Auftakt gewonnen. Diesmal hat Oppenheim knapp mit einem Punkt Vorsprung gegen die Heimmannschaft die Oberhand. Im letzten Spiel überholten sie noch die belgische Mannschaft. Oppenheim hat sich, in der deutschen Ausscheidung, am 26. April 1975 gegen Simmern mit 14:10 durchgesetzt. Simmern hat sich trotz der Niederlage, wegen der höchsten Verlierer Punktzahl, auch noch für die internationalen Spiele qualifizieren können. |
| 2     | B    | Knokke-Heist      | 40     | Die erste Runde wurde am 20. Mai 1975 im belgischen Knokke-Heist gespielt. Durch die Sendung führten Mike Verdrengh und Marc van Poucke. Das Thema waren die "Kirmes". Wie schon im Jahr davor hat ein deutsches Team den Auftakt gewonnen. Diesmal hat Oppenheim knapp mit einem Punkt Vorsprung gegen die Heimmannschaft die Oberhand. Im letzten Spiel überholten sie noch die belgische Mannschaft. Oppenheim hat sich, in der deutschen Ausscheidung, am 26. April 1975 gegen Simmern mit 14:10 durchgesetzt. Simmern hat sich trotz der Niederlage, wegen der höchsten Verlierer Punktzahl, auch noch für die internationalen Spiele qualifizieren können. |
| 3     | NL   | Hoogvliet         | 39     | Die erste Runde wurde am 20. Mai 1975 im belgischen Knokke-Heist gespielt. Durch die Sendung führten Mike Verdrengh und Marc van Poucke. Das Thema waren die "Kirmes". Wie schon im Jahr davor hat ein deutsches Team den Auftakt gewonnen. Diesmal hat Oppenheim knapp mit einem Punkt Vorsprung gegen die Heimmannschaft die Oberhand. Im letzten Spiel überholten sie noch die belgische Mannschaft. Oppenheim hat sich, in der deutschen Ausscheidung, am 26. April 1975 gegen Simmern mit 14:10 durchgesetzt. Simmern hat sich trotz der Niederlage, wegen der höchsten Verlierer Punktzahl, auch noch für die internationalen Spiele qualifizieren können. |
| 4     | F    | Neuilly-sur-Seine | 35     | Die erste Runde wurde am 20. Mai 1975 im belgischen Knokke-Heist gespielt. Durch die Sendung führten Mike Verdrengh und Marc van Poucke. Das Thema waren die "Kirmes". Wie schon im Jahr davor hat ein deutsches Team den Auftakt gewonnen. Diesmal hat Oppenheim knapp mit einem Punkt Vorsprung gegen die Heimmannschaft die Oberhand. Im letzten Spiel überholten sie noch die belgische Mannschaft. Oppenheim hat sich, in der deutschen Ausscheidung, am 26. April 1975 gegen Simmern mit 14:10 durchgesetzt. Simmern hat sich trotz der Niederlage, wegen der höchsten Verlierer Punktzahl, auch noch für die internationalen Spiele qualifizieren können. |
| 5     | CH   | Riva San Vitale   | 32     | Die erste Runde wurde am 20. Mai 1975 im belgischen Knokke-Heist gespielt. Durch die Sendung führten Mike Verdrengh und Marc van Poucke. Das Thema waren die "Kirmes". Wie schon im Jahr davor hat ein deutsches Team den Auftakt gewonnen. Diesmal hat Oppenheim knapp mit einem Punkt Vorsprung gegen die Heimmannschaft die Oberhand. Im letzten Spiel überholten sie noch die belgische Mannschaft. Oppenheim hat sich, in der deutschen Ausscheidung, am 26. April 1975 gegen Simmern mit 14:10 durchgesetzt. Simmern hat sich trotz der Niederlage, wegen der höchsten Verlierer Punktzahl, auch noch für die internationalen Spiele qualifizieren können. |
| 6     | GB   | St. Ives          | 29     | Die erste Runde wurde am 20. Mai 1975 im belgischen Knokke-Heist gespielt. Durch die Sendung führten Mike Verdrengh und Marc van Poucke. Das Thema waren die "Kirmes". Wie schon im Jahr davor hat ein deutsches Team den Auftakt gewonnen. Diesmal hat Oppenheim knapp mit einem Punkt Vorsprung gegen die Heimmannschaft die Oberhand. Im letzten Spiel überholten sie noch die belgische Mannschaft. Oppenheim hat sich, in der deutschen Ausscheidung, am 26. April 1975 gegen Simmern mit 14:10 durchgesetzt. Simmern hat sich trotz der Niederlage, wegen der höchsten Verlierer Punktzahl, auch noch für die internationalen Spiele qualifizieren können. |
| 7     | I    | Cosenza           | 23     | Die erste Runde wurde am 20. Mai 1975 im belgischen Knokke-Heist gespielt. Durch die Sendung führten Mike Verdrengh und Marc van Poucke. Das Thema waren die "Kirmes". Wie schon im Jahr davor hat ein deutsches Team den Auftakt gewonnen. Diesmal hat Oppenheim knapp mit einem Punkt Vorsprung gegen die Heimmannschaft die Oberhand. Im letzten Spiel überholten sie noch die belgische Mannschaft. Oppenheim hat sich, in der deutschen Ausscheidung, am 26. April 1975 gegen Simmern mit 14:10 durchgesetzt. Simmern hat sich trotz der Niederlage, wegen der höchsten Verlierer Punktzahl, auch noch für die internationalen Spiele qualifizieren können. |

## 2. RundeMaastricht, Niederlande
| Platz | Land | Stadt                | Punkte | Bemerkung |
| ----- | ---- | -------------------- | ------ | --- |
| 1     | D    | Bietigheim-Bissingen | 46     | Die zweite Runde wurde am 4. Juni 1975 in Maastricht ausgetragen. Präsentiert wurde der Wettkampf von Barend Barendse und Dick Passchier. Als Thema wurden die "Geheimagenten" gewählt. Bietigheim-Bissingen gewann diese Runde mit großem Vorsprung. Die deutsche Qualifikation für die internationale Spielrunde hatten sie am 3. Mai 1975 gegen Karlstadt, mit einem 12:10, erreicht. |
| 2     | GB   | Swansea              | 40     | Die zweite Runde wurde am 4. Juni 1975 in Maastricht ausgetragen. Präsentiert wurde der Wettkampf von Barend Barendse und Dick Passchier. Als Thema wurden die "Geheimagenten" gewählt. Bietigheim-Bissingen gewann diese Runde mit großem Vorsprung. Die deutsche Qualifikation für die internationale Spielrunde hatten sie am 3. Mai 1975 gegen Karlstadt, mit einem 12:10, erreicht. |
| 3     | CH   | Zermatt              | 37     | Die zweite Runde wurde am 4. Juni 1975 in Maastricht ausgetragen. Präsentiert wurde der Wettkampf von Barend Barendse und Dick Passchier. Als Thema wurden die "Geheimagenten" gewählt. Bietigheim-Bissingen gewann diese Runde mit großem Vorsprung. Die deutsche Qualifikation für die internationale Spielrunde hatten sie am 3. Mai 1975 gegen Karlstadt, mit einem 12:10, erreicht. |
| 4     | I    | Bracciano            | 33     | Die zweite Runde wurde am 4. Juni 1975 in Maastricht ausgetragen. Präsentiert wurde der Wettkampf von Barend Barendse und Dick Passchier. Als Thema wurden die "Geheimagenten" gewählt. Bietigheim-Bissingen gewann diese Runde mit großem Vorsprung. Die deutsche Qualifikation für die internationale Spielrunde hatten sie am 3. Mai 1975 gegen Karlstadt, mit einem 12:10, erreicht. |
| 5     | B    | Rochefort            | 29     | Die zweite Runde wurde am 4. Juni 1975 in Maastricht ausgetragen. Präsentiert wurde der Wettkampf von Barend Barendse und Dick Passchier. Als Thema wurden die "Geheimagenten" gewählt. Bietigheim-Bissingen gewann diese Runde mit großem Vorsprung. Die deutsche Qualifikation für die internationale Spielrunde hatten sie am 3. Mai 1975 gegen Karlstadt, mit einem 12:10, erreicht. |
| 6     | F    | Narbonne             | 26     | Die zweite Runde wurde am 4. Juni 1975 in Maastricht ausgetragen. Präsentiert wurde der Wettkampf von Barend Barendse und Dick Passchier. Als Thema wurden die "Geheimagenten" gewählt. Bietigheim-Bissingen gewann diese Runde mit großem Vorsprung. Die deutsche Qualifikation für die internationale Spielrunde hatten sie am 3. Mai 1975 gegen Karlstadt, mit einem 12:10, erreicht. |
|       | NL   | Maastricht           | 26     | Die zweite Runde wurde am 4. Juni 1975 in Maastricht ausgetragen. Präsentiert wurde der Wettkampf von Barend Barendse und Dick Passchier. Als Thema wurden die "Geheimagenten" gewählt. Bietigheim-Bissingen gewann diese Runde mit großem Vorsprung. Die deutsche Qualifikation für die internationale Spielrunde hatten sie am 3. Mai 1975 gegen Karlstadt, mit einem 12:10, erreicht. |

## 3. Runde Riccione, Italien
| Platz | Land | Stadt                   | Punkte | Bemerkung |
| ----- | ---- | ----------------------- | ------ | --- |
| 1     | I    | Riccione                | 42     | Am 17. Juni 1975 fand in Riccione die nächste Runde mit dem Thema "Tanzabend am Meer" statt. Die italienische Mannschaft konnte einen 4 Punkte Rückstand auf die Schweiz im letzten Spiel noch aufholen, die Runde mit einem Punkt Vorsprung gewinnen und sich für das Finale qualifizieren. Attendorn hatte sich am 10. Mai 1975, mit einem 15:9 zuhause gegen Pulheim, für die internationale Runde qualifiziert und wurde Zweitletzter. |
| 2     | CH   | Le Mouret               | 41     | Am 17. Juni 1975 fand in Riccione die nächste Runde mit dem Thema "Tanzabend am Meer" statt. Die italienische Mannschaft konnte einen 4 Punkte Rückstand auf die Schweiz im letzten Spiel noch aufholen, die Runde mit einem Punkt Vorsprung gewinnen und sich für das Finale qualifizieren. Attendorn hatte sich am 10. Mai 1975, mit einem 15:9 zuhause gegen Pulheim, für die internationale Runde qualifiziert und wurde Zweitletzter. |
| 3     | F    | Saint-Laurent-sur-Sèvre | 36     | Am 17. Juni 1975 fand in Riccione die nächste Runde mit dem Thema "Tanzabend am Meer" statt. Die italienische Mannschaft konnte einen 4 Punkte Rückstand auf die Schweiz im letzten Spiel noch aufholen, die Runde mit einem Punkt Vorsprung gewinnen und sich für das Finale qualifizieren. Attendorn hatte sich am 10. Mai 1975, mit einem 15:9 zuhause gegen Pulheim, für die internationale Runde qualifiziert und wurde Zweitletzter. |
| 4     | NL   | Zwijndrecht             | 35     | Am 17. Juni 1975 fand in Riccione die nächste Runde mit dem Thema "Tanzabend am Meer" statt. Die italienische Mannschaft konnte einen 4 Punkte Rückstand auf die Schweiz im letzten Spiel noch aufholen, die Runde mit einem Punkt Vorsprung gewinnen und sich für das Finale qualifizieren. Attendorn hatte sich am 10. Mai 1975, mit einem 15:9 zuhause gegen Pulheim, für die internationale Runde qualifiziert und wurde Zweitletzter. |
| 5     | B    | Mol                     | 32     | Am 17. Juni 1975 fand in Riccione die nächste Runde mit dem Thema "Tanzabend am Meer" statt. Die italienische Mannschaft konnte einen 4 Punkte Rückstand auf die Schweiz im letzten Spiel noch aufholen, die Runde mit einem Punkt Vorsprung gewinnen und sich für das Finale qualifizieren. Attendorn hatte sich am 10. Mai 1975, mit einem 15:9 zuhause gegen Pulheim, für die internationale Runde qualifiziert und wurde Zweitletzter. |
| 6     | D    | Attendorn               | 31     | Am 17. Juni 1975 fand in Riccione die nächste Runde mit dem Thema "Tanzabend am Meer" statt. Die italienische Mannschaft konnte einen 4 Punkte Rückstand auf die Schweiz im letzten Spiel noch aufholen, die Runde mit einem Punkt Vorsprung gewinnen und sich für das Finale qualifizieren. Attendorn hatte sich am 10. Mai 1975, mit einem 15:9 zuhause gegen Pulheim, für die internationale Runde qualifiziert und wurde Zweitletzter. |
| 7     | GB   | Onchan                  | 25     | Am 17. Juni 1975 fand in Riccione die nächste Runde mit dem Thema "Tanzabend am Meer" statt. Die italienische Mannschaft konnte einen 4 Punkte Rückstand auf die Schweiz im letzten Spiel noch aufholen, die Runde mit einem Punkt Vorsprung gewinnen und sich für das Finale qualifizieren. Attendorn hatte sich am 10. Mai 1975, mit einem 15:9 zuhause gegen Pulheim, für die internationale Runde qualifiziert und wurde Zweitletzter. |

## 4. Runde Engelberg, Schweiz
| Platz | Land | Stadt      | Punkte | Bemerkung |
| ----- | ---- | ---------- | ------ | --- |
| 1     | D    | Leonberg   | 41     | Am 1. Juli 1975 fand im Klosterhof in Engelberg die 4. Runde statt. Präsentiert wurde diese Sendung von Jan Hiermeyer und Heidi Abel. "Urlaub in den Bergen" war das Thema. Leonberg, das sich im deutschen Duell gegen Frankenthal durchsetzte, hat gewonnen. Die Schweizer Mannschaft aus Giswil teilte sich den dritten Platz mit Aosta. In der nationalen Runde konnte sich Leonberg am 19. April 1975 gegen Frankenthal mit 15:9 behaupten. |
| 2     | F    | Chartres   | 38     | Am 1. Juli 1975 fand im Klosterhof in Engelberg die 4. Runde statt. Präsentiert wurde diese Sendung von Jan Hiermeyer und Heidi Abel. "Urlaub in den Bergen" war das Thema. Leonberg, das sich im deutschen Duell gegen Frankenthal durchsetzte, hat gewonnen. Die Schweizer Mannschaft aus Giswil teilte sich den dritten Platz mit Aosta. In der nationalen Runde konnte sich Leonberg am 19. April 1975 gegen Frankenthal mit 15:9 behaupten. |
| 3     | I    | Aosta      | 36     | Am 1. Juli 1975 fand im Klosterhof in Engelberg die 4. Runde statt. Präsentiert wurde diese Sendung von Jan Hiermeyer und Heidi Abel. "Urlaub in den Bergen" war das Thema. Leonberg, das sich im deutschen Duell gegen Frankenthal durchsetzte, hat gewonnen. Die Schweizer Mannschaft aus Giswil teilte sich den dritten Platz mit Aosta. In der nationalen Runde konnte sich Leonberg am 19. April 1975 gegen Frankenthal mit 15:9 behaupten. |
|       | CH   | Giswil     | 36     | Am 1. Juli 1975 fand im Klosterhof in Engelberg die 4. Runde statt. Präsentiert wurde diese Sendung von Jan Hiermeyer und Heidi Abel. "Urlaub in den Bergen" war das Thema. Leonberg, das sich im deutschen Duell gegen Frankenthal durchsetzte, hat gewonnen. Die Schweizer Mannschaft aus Giswil teilte sich den dritten Platz mit Aosta. In der nationalen Runde konnte sich Leonberg am 19. April 1975 gegen Frankenthal mit 15:9 behaupten. |
| 5     | GB   | Darlington | 34     | Am 1. Juli 1975 fand im Klosterhof in Engelberg die 4. Runde statt. Präsentiert wurde diese Sendung von Jan Hiermeyer und Heidi Abel. "Urlaub in den Bergen" war das Thema. Leonberg, das sich im deutschen Duell gegen Frankenthal durchsetzte, hat gewonnen. Die Schweizer Mannschaft aus Giswil teilte sich den dritten Platz mit Aosta. In der nationalen Runde konnte sich Leonberg am 19. April 1975 gegen Frankenthal mit 15:9 behaupten. |
| 6     | NL   | Veldhoven  | 30     | Am 1. Juli 1975 fand im Klosterhof in Engelberg die 4. Runde statt. Präsentiert wurde diese Sendung von Jan Hiermeyer und Heidi Abel. "Urlaub in den Bergen" war das Thema. Leonberg, das sich im deutschen Duell gegen Frankenthal durchsetzte, hat gewonnen. Die Schweizer Mannschaft aus Giswil teilte sich den dritten Platz mit Aosta. In der nationalen Runde konnte sich Leonberg am 19. April 1975 gegen Frankenthal mit 15:9 behaupten. |
| 7     | B    | Pepinster  | 29     | Am 1. Juli 1975 fand im Klosterhof in Engelberg die 4. Runde statt. Präsentiert wurde diese Sendung von Jan Hiermeyer und Heidi Abel. "Urlaub in den Bergen" war das Thema. Leonberg, das sich im deutschen Duell gegen Frankenthal durchsetzte, hat gewonnen. Die Schweizer Mannschaft aus Giswil teilte sich den dritten Platz mit Aosta. In der nationalen Runde konnte sich Leonberg am 19. April 1975 gegen Frankenthal mit 15:9 behaupten. |

## 5. RundeMannheim, Deutschland
| Platz | Land | Stadt         | Punkte | Bemerkung |
| ----- | ---- | ------------- | ------ | --- |
| 1     | CH   | Faido         | 46     | Am 15. Juli 1975 war Mannheim der Gastgeber. Erhard Keller und Marie-Louise Steinbauer begleiteten die Spielrunden zum Thema "Post und Telekommunikation". Der deutsche Vertreter Füssen hatte sich bei der internen Ausscheidung gegen Mannheim mit 18:4 durchgesetzt. Beim internationalen Vergleich wurden sie zusammen mit den Franzosen Dritter. |
| 2     | NL   | Montfoort     | 41     | Am 15. Juli 1975 war Mannheim der Gastgeber. Erhard Keller und Marie-Louise Steinbauer begleiteten die Spielrunden zum Thema "Post und Telekommunikation". Der deutsche Vertreter Füssen hatte sich bei der internen Ausscheidung gegen Mannheim mit 18:4 durchgesetzt. Beim internationalen Vergleich wurden sie zusammen mit den Franzosen Dritter. |
| 3     | D    | Füssen        | 34     | Am 15. Juli 1975 war Mannheim der Gastgeber. Erhard Keller und Marie-Louise Steinbauer begleiteten die Spielrunden zum Thema "Post und Telekommunikation". Der deutsche Vertreter Füssen hatte sich bei der internen Ausscheidung gegen Mannheim mit 18:4 durchgesetzt. Beim internationalen Vergleich wurden sie zusammen mit den Franzosen Dritter. |
|       | F    | Aix-les-Bains | 34     | Am 15. Juli 1975 war Mannheim der Gastgeber. Erhard Keller und Marie-Louise Steinbauer begleiteten die Spielrunden zum Thema "Post und Telekommunikation". Der deutsche Vertreter Füssen hatte sich bei der internen Ausscheidung gegen Mannheim mit 18:4 durchgesetzt. Beim internationalen Vergleich wurden sie zusammen mit den Franzosen Dritter. |
| 5     | B    | Temse         | 31     | Am 15. Juli 1975 war Mannheim der Gastgeber. Erhard Keller und Marie-Louise Steinbauer begleiteten die Spielrunden zum Thema "Post und Telekommunikation". Der deutsche Vertreter Füssen hatte sich bei der internen Ausscheidung gegen Mannheim mit 18:4 durchgesetzt. Beim internationalen Vergleich wurden sie zusammen mit den Franzosen Dritter. |
| 6     | GB   | Kilmarnock    | 30     | Am 15. Juli 1975 war Mannheim der Gastgeber. Erhard Keller und Marie-Louise Steinbauer begleiteten die Spielrunden zum Thema "Post und Telekommunikation". Der deutsche Vertreter Füssen hatte sich bei der internen Ausscheidung gegen Mannheim mit 18:4 durchgesetzt. Beim internationalen Vergleich wurden sie zusammen mit den Franzosen Dritter. |
| 7     | I    | Bosa          | 18     | Am 15. Juli 1975 war Mannheim der Gastgeber. Erhard Keller und Marie-Louise Steinbauer begleiteten die Spielrunden zum Thema "Post und Telekommunikation". Der deutsche Vertreter Füssen hatte sich bei der internen Ausscheidung gegen Mannheim mit 18:4 durchgesetzt. Beim internationalen Vergleich wurden sie zusammen mit den Franzosen Dritter. |

## 6. RundeNancy, Frankreich
| Platz | Land | Stadt            | Punkte | Bemerkung |
| ----- | ---- | ---------------- | ------ | --- |
| 1     | F    | Nancy            | 48     | Am 29. Juli 1975 war Nancy Austragungsort von Spiel ohne Grenzen. Das Thema dieser Runde war die "Pracht von Stanislas Leszczynski". Durch die Runde führten Guy Lux und Simone Garnier. Die Heimmannschaft hatte den Sieg schon vor der dem letzten Spiel auf Sicher. Simmern aus Deutschland landetet hinter den Schweizern aus Adliswil auf dem 4. Platz. Simmern konnte sich als bester Verlierer für die nationale Ausscheidung qualifizieren. |
| 2     | NL   | Bedum            | 41     | Am 29. Juli 1975 war Nancy Austragungsort von Spiel ohne Grenzen. Das Thema dieser Runde war die "Pracht von Stanislas Leszczynski". Durch die Runde führten Guy Lux und Simone Garnier. Die Heimmannschaft hatte den Sieg schon vor der dem letzten Spiel auf Sicher. Simmern aus Deutschland landetet hinter den Schweizern aus Adliswil auf dem 4. Platz. Simmern konnte sich als bester Verlierer für die nationale Ausscheidung qualifizieren. |
| 3     | CH   | Adliswil         | 38     | Am 29. Juli 1975 war Nancy Austragungsort von Spiel ohne Grenzen. Das Thema dieser Runde war die "Pracht von Stanislas Leszczynski". Durch die Runde führten Guy Lux und Simone Garnier. Die Heimmannschaft hatte den Sieg schon vor der dem letzten Spiel auf Sicher. Simmern aus Deutschland landetet hinter den Schweizern aus Adliswil auf dem 4. Platz. Simmern konnte sich als bester Verlierer für die nationale Ausscheidung qualifizieren. |
| 4     | D    | Simmern          | 36     | Am 29. Juli 1975 war Nancy Austragungsort von Spiel ohne Grenzen. Das Thema dieser Runde war die "Pracht von Stanislas Leszczynski". Durch die Runde führten Guy Lux und Simone Garnier. Die Heimmannschaft hatte den Sieg schon vor der dem letzten Spiel auf Sicher. Simmern aus Deutschland landetet hinter den Schweizern aus Adliswil auf dem 4. Platz. Simmern konnte sich als bester Verlierer für die nationale Ausscheidung qualifizieren. |
| 5     | GB   | Southsea         | 28     | Am 29. Juli 1975 war Nancy Austragungsort von Spiel ohne Grenzen. Das Thema dieser Runde war die "Pracht von Stanislas Leszczynski". Durch die Runde führten Guy Lux und Simone Garnier. Die Heimmannschaft hatte den Sieg schon vor der dem letzten Spiel auf Sicher. Simmern aus Deutschland landetet hinter den Schweizern aus Adliswil auf dem 4. Platz. Simmern konnte sich als bester Verlierer für die nationale Ausscheidung qualifizieren. |
| 6     | I    | Bordighera       | 25     | Am 29. Juli 1975 war Nancy Austragungsort von Spiel ohne Grenzen. Das Thema dieser Runde war die "Pracht von Stanislas Leszczynski". Durch die Runde führten Guy Lux und Simone Garnier. Die Heimmannschaft hatte den Sieg schon vor der dem letzten Spiel auf Sicher. Simmern aus Deutschland landetet hinter den Schweizern aus Adliswil auf dem 4. Platz. Simmern konnte sich als bester Verlierer für die nationale Ausscheidung qualifizieren. |
| 7     | B    | Houdeng-Aimeries | 19     | Am 29. Juli 1975 war Nancy Austragungsort von Spiel ohne Grenzen. Das Thema dieser Runde war die "Pracht von Stanislas Leszczynski". Durch die Runde führten Guy Lux und Simone Garnier. Die Heimmannschaft hatte den Sieg schon vor der dem letzten Spiel auf Sicher. Simmern aus Deutschland landetet hinter den Schweizern aus Adliswil auf dem 4. Platz. Simmern konnte sich als bester Verlierer für die nationale Ausscheidung qualifizieren. |

## 7. Runde Southport, Großbritannien
| Platz | Land | Stadt         | Punkte | Bemerkung |
| ----- | ---- | ------------- | ------ | --- |
| 1     | NL   | Steenwijk     | 38     | Am 12. August 1975 war die siebte und letzte Austragung vor dem Finale in Southport zu Gast. Präsentiert von Stuart Hall und Eddie Waring wurde das Thema "Piraten und Freibeuter" in den Spielen behandelt. Baesweiler teilte sich mit der Schweizer Mannschaft den 4. Platz. Die Deutschen lagen nach dem 7. Spiel mit einem Punkt Rückstand auf Platz 2, belegten dann im Fil Rouge und im letzten Spiel nur den Letzten Platz und verspielten so eine viel bessere Platzierung. Am 17. Mai 1975 hat sich Baesweiler mit einem 15:7 gegen Seesen die Qualifikation gesichert. |
| 2     | B    | Waterloo      | 36     | Am 12. August 1975 war die siebte und letzte Austragung vor dem Finale in Southport zu Gast. Präsentiert von Stuart Hall und Eddie Waring wurde das Thema "Piraten und Freibeuter" in den Spielen behandelt. Baesweiler teilte sich mit der Schweizer Mannschaft den 4. Platz. Die Deutschen lagen nach dem 7. Spiel mit einem Punkt Rückstand auf Platz 2, belegten dann im Fil Rouge und im letzten Spiel nur den Letzten Platz und verspielten so eine viel bessere Platzierung. Am 17. Mai 1975 hat sich Baesweiler mit einem 15:7 gegen Seesen die Qualifikation gesichert. |
| 3     | I    | Valmadrera    | 35     | Am 12. August 1975 war die siebte und letzte Austragung vor dem Finale in Southport zu Gast. Präsentiert von Stuart Hall und Eddie Waring wurde das Thema "Piraten und Freibeuter" in den Spielen behandelt. Baesweiler teilte sich mit der Schweizer Mannschaft den 4. Platz. Die Deutschen lagen nach dem 7. Spiel mit einem Punkt Rückstand auf Platz 2, belegten dann im Fil Rouge und im letzten Spiel nur den Letzten Platz und verspielten so eine viel bessere Platzierung. Am 17. Mai 1975 hat sich Baesweiler mit einem 15:7 gegen Seesen die Qualifikation gesichert. |
| 4     | D    | Baesweiler    | 30     | Am 12. August 1975 war die siebte und letzte Austragung vor dem Finale in Southport zu Gast. Präsentiert von Stuart Hall und Eddie Waring wurde das Thema "Piraten und Freibeuter" in den Spielen behandelt. Baesweiler teilte sich mit der Schweizer Mannschaft den 4. Platz. Die Deutschen lagen nach dem 7. Spiel mit einem Punkt Rückstand auf Platz 2, belegten dann im Fil Rouge und im letzten Spiel nur den Letzten Platz und verspielten so eine viel bessere Platzierung. Am 17. Mai 1975 hat sich Baesweiler mit einem 15:7 gegen Seesen die Qualifikation gesichert. |
|       | CH   | Sainte-Croix  | 30     | Am 12. August 1975 war die siebte und letzte Austragung vor dem Finale in Southport zu Gast. Präsentiert von Stuart Hall und Eddie Waring wurde das Thema "Piraten und Freibeuter" in den Spielen behandelt. Baesweiler teilte sich mit der Schweizer Mannschaft den 4. Platz. Die Deutschen lagen nach dem 7. Spiel mit einem Punkt Rückstand auf Platz 2, belegten dann im Fil Rouge und im letzten Spiel nur den Letzten Platz und verspielten so eine viel bessere Platzierung. Am 17. Mai 1975 hat sich Baesweiler mit einem 15:7 gegen Seesen die Qualifikation gesichert. |
| 6     | GB   | Cambridge     | 29     | Am 12. August 1975 war die siebte und letzte Austragung vor dem Finale in Southport zu Gast. Präsentiert von Stuart Hall und Eddie Waring wurde das Thema "Piraten und Freibeuter" in den Spielen behandelt. Baesweiler teilte sich mit der Schweizer Mannschaft den 4. Platz. Die Deutschen lagen nach dem 7. Spiel mit einem Punkt Rückstand auf Platz 2, belegten dann im Fil Rouge und im letzten Spiel nur den Letzten Platz und verspielten so eine viel bessere Platzierung. Am 17. Mai 1975 hat sich Baesweiler mit einem 15:7 gegen Seesen die Qualifikation gesichert. |
| 7     | F    | Saint-Gaudens | 24     | Am 12. August 1975 war die siebte und letzte Austragung vor dem Finale in Southport zu Gast. Präsentiert von Stuart Hall und Eddie Waring wurde das Thema "Piraten und Freibeuter" in den Spielen behandelt. Baesweiler teilte sich mit der Schweizer Mannschaft den 4. Platz. Die Deutschen lagen nach dem 7. Spiel mit einem Punkt Rückstand auf Platz 2, belegten dann im Fil Rouge und im letzten Spiel nur den Letzten Platz und verspielten so eine viel bessere Platzierung. Am 17. Mai 1975 hat sich Baesweiler mit einem 15:7 gegen Seesen die Qualifikation gesichert. |

## Finale
Das Finale fand in Ypern, Belgien, statt. Folgende Mannschaften hatten sich für das Finale qualifiziert:
| Land | Stadt                | Platzierung | Punkte |
| ---- | -------------------- | ----------- | ------ |
| F    | Nancy                | 1           | 48     |
| CH   | Faido                | 1           | 46     |
| D    | Bietigheim-Bissingen | 1           | 46     |
| I    | Riccione             | 1           | 42     |
| B    | Knokke-Heist         | 2           | 40     |
| GB   | Swansea              | 2           | 40     |
| NL   | Steenwijk            | 1           | 38     |

| Platz | Land | Stadt                | Punkte | Bemerkung |
| ----- | ---- | -------------------- | ------ | --- |
| 1     | F    | Nancy                | 45     | Am 26. August 1975 fand das Finale in Ypern statt. Als Thema wurde "Historische Szenen" gewählt. Sieger wurde die starke Mannschaft aus Nancy. Im letzten Jahr war Nancy auch im Finale vertreten und wurde Dritter. Bietigheim-Bissingen wurde zusammen mit der niederländischen Mannschaft Vierter. Die Schweizer aus dem Tessin nur Letzter. Immerhin gewannen sie das letzte Spiel und holten 7 Punkte. Bei 5 Spielen wurden sie Letzter, darunter auch das Jokerspiel. |
| 2     | I    | Riccione             | 40     | Am 26. August 1975 fand das Finale in Ypern statt. Als Thema wurde "Historische Szenen" gewählt. Sieger wurde die starke Mannschaft aus Nancy. Im letzten Jahr war Nancy auch im Finale vertreten und wurde Dritter. Bietigheim-Bissingen wurde zusammen mit der niederländischen Mannschaft Vierter. Die Schweizer aus dem Tessin nur Letzter. Immerhin gewannen sie das letzte Spiel und holten 7 Punkte. Bei 5 Spielen wurden sie Letzter, darunter auch das Jokerspiel. |
| 3     | B    | Knokke-Heist         | 34     | Am 26. August 1975 fand das Finale in Ypern statt. Als Thema wurde "Historische Szenen" gewählt. Sieger wurde die starke Mannschaft aus Nancy. Im letzten Jahr war Nancy auch im Finale vertreten und wurde Dritter. Bietigheim-Bissingen wurde zusammen mit der niederländischen Mannschaft Vierter. Die Schweizer aus dem Tessin nur Letzter. Immerhin gewannen sie das letzte Spiel und holten 7 Punkte. Bei 5 Spielen wurden sie Letzter, darunter auch das Jokerspiel. |
| 4     | D    | Bietigheim-Bissingen | 32     | Am 26. August 1975 fand das Finale in Ypern statt. Als Thema wurde "Historische Szenen" gewählt. Sieger wurde die starke Mannschaft aus Nancy. Im letzten Jahr war Nancy auch im Finale vertreten und wurde Dritter. Bietigheim-Bissingen wurde zusammen mit der niederländischen Mannschaft Vierter. Die Schweizer aus dem Tessin nur Letzter. Immerhin gewannen sie das letzte Spiel und holten 7 Punkte. Bei 5 Spielen wurden sie Letzter, darunter auch das Jokerspiel. |
|       | NL   | Steenwijk            | 32     | Am 26. August 1975 fand das Finale in Ypern statt. Als Thema wurde "Historische Szenen" gewählt. Sieger wurde die starke Mannschaft aus Nancy. Im letzten Jahr war Nancy auch im Finale vertreten und wurde Dritter. Bietigheim-Bissingen wurde zusammen mit der niederländischen Mannschaft Vierter. Die Schweizer aus dem Tessin nur Letzter. Immerhin gewannen sie das letzte Spiel und holten 7 Punkte. Bei 5 Spielen wurden sie Letzter, darunter auch das Jokerspiel. |
| 6     | GB   | Swansea              | 30     | Am 26. August 1975 fand das Finale in Ypern statt. Als Thema wurde "Historische Szenen" gewählt. Sieger wurde die starke Mannschaft aus Nancy. Im letzten Jahr war Nancy auch im Finale vertreten und wurde Dritter. Bietigheim-Bissingen wurde zusammen mit der niederländischen Mannschaft Vierter. Die Schweizer aus dem Tessin nur Letzter. Immerhin gewannen sie das letzte Spiel und holten 7 Punkte. Bei 5 Spielen wurden sie Letzter, darunter auch das Jokerspiel. |
| 7     | CH   | Faido                | 28     | Am 26. August 1975 fand das Finale in Ypern statt. Als Thema wurde "Historische Szenen" gewählt. Sieger wurde die starke Mannschaft aus Nancy. Im letzten Jahr war Nancy auch im Finale vertreten und wurde Dritter. Bietigheim-Bissingen wurde zusammen mit der niederländischen Mannschaft Vierter. Die Schweizer aus dem Tessin nur Letzter. Immerhin gewannen sie das letzte Spiel und holten 7 Punkte. Bei 5 Spielen wurden sie Letzter, darunter auch das Jokerspiel. |

Im gesamten Jahr 1975 haben die deutschen Mannschaften drei Siege erreicht. In der Gesamtpunktzahl hat Deutschland aber nur 3 Punkte mehr als die Schweiz, die im Finale patzte und auf dem letzten Platz landete. Belgien und Großbritannien habe keine Runde gewinnen können. Belgien und Italien wurden zweimal letzter.
| # | Land                   | Gold | Silber | Bronze | Gesamtpunktzahl |
| - | ---------------------- | ---- | ------ | ------ | --------------- |
| 1 | Deutschland            | 3    | 0      | 1      | 293             |
| 2 | Schweiz                | 1    | 1      | 3      | 288             |
| 3 | Frankreich             | 1    | 1      | 2      | 286             |
| 4 | Niederlande            | 1    | 1      | 1      | 282             |
| 5 | Italien                | 1    | 1      | 2      | 252             |
| 6 | Belgien                | 0    | 2      | 1      | 250             |
| 7 | Vereinigtes Königreich | 0    | 1      | 0      | 245             |